# Lachyan, Indi
Lachyan là một làng thuộc tehsil Indi, huyện Bijapur, bang Karnataka, Ấn Độ.